# Косьцельна-Весь (Великопольське воєводство)
Косьцельна-Весь (пол. Kościelna Wieś) — село в Польщі, у гміні Голухув Плешевського повіту Великопольського воєводства.
Населення — 2421 особа (2011).

## Демографія
Демографічна структура станом на 31 березня 2011 року:
|          | Загалом | Допрацездатний вік | Працездатний вік | Постпрацездатний вік |
| -------- | ------- | ------------------ | ---------------- | -------------------- |
| Чоловіки | 1200    | 263                | 823              | 114                  |
| Жінки    | 1221    | 239                | 755              | 227                  |
| Разом    | 2421    | 502                | 1578             | 341                  |